# Tribes of Midgard
Tribes of Midgard — це рольова відеогра у жанрі виживання, розроблена Norsfell Games і видана Gearbox Publishing. Гра вийшла 27 липня 2021 року на Microsoft Windows, PlayStation 4 і PlayStation 5, а на Nintendo Switch, Xbox One і Xbox Series X/S 16 серпня 2022 року.

## Ігровий процес
Tribes of Midgard — це рольова гра у жанрі виживання, з видом зверху. Крім одинокористувацької гри, гравці також можуть створити плем’я з 10 гравців і грати разом. У грі гравець бере на себе контроль над Ейнгерієм, героєм-вікінгом, який повинен захищати насіння Іґґдрасілля від таких ворогів, як темні ельфи, тролі та велетні. Протягом дня гравець досліджує процедурно згенерований світ, збираючи ресурси, які використовуються для створення нової зброї, броні та захисту села. Вночі вороги нападуть на поселення гравця, намагаючись знищити насіння Іґґдрасіля, і гравцям потрібно зібрати душі ворогів, щоб зберегти життя насіння. З кожним пережитим днем вороги в грі ставатимуть сильнішими, і перемогти їх буде складніше. У грі представлено вісім різних ігрових класів, і кожен клас має свої унікальні бойові здібності. Гравець також може збирати руни, які додатково змінюють його характеристики та атрибути. У грі є два основних режими: сюжетний режим Саги та більш відкритий режим виживання. 

## Розробка
Розробка гри почалася в 2018 році компанією Norsfell Games. Генеральний директор Norsfell Джуліан Марода описав гру як таку, яка розгортається в новому жанрі. Команда черпала натхнення в survival-іграх, таких як Don't Starve Together, і в рольових екшенах, як-от Diablo. На відміну від інших ігор у жанрі виживання, Tribes of Midgard не містить перманентної смерті, щоб зробити цей досвід більш доступним для нових гравців. Гравці мають лише одну мету в грі: захистити насіння Іґґдрасіля та забезпечити його душами. Коли насіння буде знищено, настає Рагнарок, й ігрова сесія закінчується. Рішення видалити загальні елементи survival-ігор, такі як спрага та голод, було спрямоване на подальше спрощення досвіду для нових гравців.
Tribes of Midgard спочатку мала вийти у 2020 році, але видавець Gearbox Publishing переніс його на початок 2021 року. Зрештою гра вийшла на Windows, PlayStation 4 і PlayStation 5 27 липня 2021 року, а також на Nintendo Switch, Xbox One і Xbox Series X/S.

## Сприйняття
| Агрегатор  | Оцінка                 |
| ---------- | ---------------------- |
| Metacritic | PC: 73/100 PS5: 72/100 |

| Видання | Оцінка |
| ------- | ------ |
| IGN     | 7/10   |

Tribes of Midgard отримала «змішані або середні» відгуки на версію для Microsoft Windows і PlayStation 5, згідно з агрегатором оглядів Metacritic.
IGN сподобався світ і битви, але видання критикувало часові обмеження, встановлені системою дня, написавши: «Враховуючи, наскільки різноманітним, деталізованим і інтригуючим може бути світ... це завадило моїй здатності по-справжньому досліджувати його та насолоджуватися ним». Відомо, що троє людей, Річард Альперт, Kudzu Ninja та Джон Локк, є рекордсменами найдовшої гри на виживання на консольній версії у 2023 році.

## Зовнішні посилання
- Офіційний сайт